# Superpuchar Hiszpanii w piłce siatkowej mężczyzn (2008)
Superpuchar Hiszpanii w piłce siatkowej mężczyzn 2008 – jedenasta edycja rozgrywek o Superpuchar Hiszpanii rozegrana 5 października 2008 roku w Pabellón del Parque w Albacete. W meczu o Superpuchar udział wzięły dwa kluby: mistrz Hiszpanii w sezonie 2007/2008 - Palma Volley oraz zdobywca Pucharu Hiszpanii 2008 - Ciudad Medio Ambiente Soria.
Po raz trzeci zdobywcą Superpucharu Hiszpanii został klub Palma Volley.
MVP spotkania wybrany został atakujący Palma Volley - Ibán Pérez, który zdobył 23 punkty.

## Drużyny uczestniczące
| Drużyna                     | Osiągnięcia w sezonie 2007/2008 |
| --------------------------- | ------------------------------- |
| Palma Volley                | mistrzostwo Hiszpanii           |
| Ciudad Medio Ambiente Soria | zdobycie Pucharu Hiszpanii      |

## Mecz
Niedziela, 5 października 2008 – 12:30 (UTC+2) • Pabellón del Parque, Albacete
Czas trwania meczu: 103 minuty
Sędziowie: José Luís Arrate i Antonio Correa
| Palma Volley      | 3:1                                 | Ciudad Medio Ambiente Soria |
| Ibán Pérez 23 pkt | (23:25, 25:18, 25:21, 25:16) raport | Federico Pereyra 15 pkt     |

| Poz.                 | Nr | Zawodnik             | 1        | 2        | 3        | 4        | 5 | Pkt |
| -------------------- | -- | -------------------- | -------- | -------- | -------- | -------- | - | --- |
| Ś                    | 1  | Diego Stepanenko     | 8 pięć   | 8 pięć   | 8 pięć   | 8 pięć   |   | 9   |
| Ś                    | 3  | Julián García-Torres | 5 dwa    | 5 dwa    | 5 dwa    | 5 dwa    |   | 8   |
| P                    | 4  | Manuel Sevillano     | 4 jeden  | 4 jeden  | 4 jeden  | 4 jeden  |   | 12  |
| P                    | 9  | Leandro Concina      | 7 cztery | 7 cztery | 7 cztery | 7 cztery |   | 13  |
| R                    | 10 | Paolo Torre          | 9 sześć  | 9 sześć  | 9 sześć  | 9 sześć  |   | 4   |
| A                    | 14 | Ibán Pérez           | 6 trzy   | 6 trzy   | 6 trzy   | 6 trzy   |   | 23  |
| L                    | 6  | Juan Contreras       | L        | L        | L        | L        |   |     |
| Zmiany               |    |                      |          |          |          |          |   |     |
| R                    | 13 | Jaime Pérez          | 2 zmiana | 2 zmiana |          | 4 pusty  |   |     |
| Nie weszli na boisko |    |                      |          |          |          |          |   |     |
| A                    | 5  | Juan Díaz            |          |          |          | 4 pusty  |   |     |
| P                    | 7  | Aljosa Urnaut        |          |          |          | 4 pusty  |   |     |
| Ś                    | 8  | Jorge Fernández      |          |          |          | 4 pusty  |   |     |
| P                    | 16 | Martín Carinelli     |          |          |          | 4 pusty  |   |     |
| Trener               |    |                      |          |          |          |          |   |     |
| Marcelo Méndez       |    |                      |          |          |          |          |   |     |

| Poz.                 | Nr | Zawodnik               | 1        | 2        | 3        | 4        | 5 | Pkt |
| -------------------- | -- | ---------------------- | -------- | -------- | -------- | -------- | - | --- |
| Ś                    | 7  | Victor Felipe Oliveira | 5 dwa    | 5 dwa    | 5 dwa    | 4 jeden  |   | 7   |
| Ś                    | 10 | Aurivam Amaro          | 8 pięć   | 8 pięć   | 8 pięć   | 7 cztery |   | 10  |
| R                    | 11 | Alfonso Flores         | 9 sześć  | 9 sześć  | 9 sześć  | 8 pięć   |   | 1   |
| P                    | 14 | Lucas Ocampo           | 7 cztery | 7 cztery | 7 cztery | 6 trzy   |   | 11  |
| A                    | 16 | Alberto Salas          | 6 trzy   | 6 trzy   | 6 trzy   | 5 dwa    |   | 13  |
| P                    | 18 | Federico Pereyra       | 4 jeden  | 4 jeden  | 4 jeden  | 9 sześć  |   | 15  |
| L                    | 13 | Ismael de Miguel       | L        | L        | L        | L        |   |     |
| Zmiany               |    |                        |          |          |          |          |   |     |
| R                    | 1  | Xavier Folguera        | 2 zmiana | 2 zmiana | 2 zmiana | 2 zmiana |   |     |
| A                    | 8  | José Antonio Casilla   | 2 zmiana | 2 zmiana | 2 zmiana | 2 zmiana |   |     |
| Nie weszli na boisko |    |                        |          |          |          |          |   |     |
| P                    | 2  | Manuel Salvador        |          |          |          | 4 pusty  |   |     |
| A                    | 3  | Miguel Mateo           |          |          |          | 4 pusty  |   |     |
| P                    | 12 | Álvaro Hernández       |          |          |          | 4 pusty  |   |     |
| Trener               |    |                        |          |          |          |          |   |     |
| Guillermo Orduna     |    |                        |          |          |          |          |   |     |

## Statystyki meczowe
| PAL | STATYSTYKI        | SOR |
| 98  | MAŁE PUNKTY       | 80  |
| 57  | ATAK              | 39  |
| 9   | BLOK              | 14  |
| 4   | SERWIS            | 4   |
| 28  | BŁĘDY PRZECIWNIKA | 23  |